# Guerra dei sessant'anni
La guerra dei sessant'anni fu un conflitto discontinuo tra l'Impero britannico, l'Impero coloniale francese, i neonati Stati Uniti d'America e i popoli nativi americani tra la metà del Settecento e il 1815.
Iniziata come semplice confronto bellico regionale per il controllo dei Grandi Laghi, arrivò a coinvolgere le varie parti in causa a tal punto da portare a eventi che hanno profondamente cambiato il corso della storia dell'intera umanità.
L'espressione guerra dei sessant'anni è prevalentemente di uso accademico e britannico, inserendosi a sua volta come una fase storica e geograficamente localizzata della più generale seconda guerra dei cent'anni, mentre nella storiografia degli altri paesi eventi come l'indipendenza americana, la prima rivoluzione francese e altri ancora sono visti come eventi storici a sé stanti e aventi un significato proprio.

## Storia

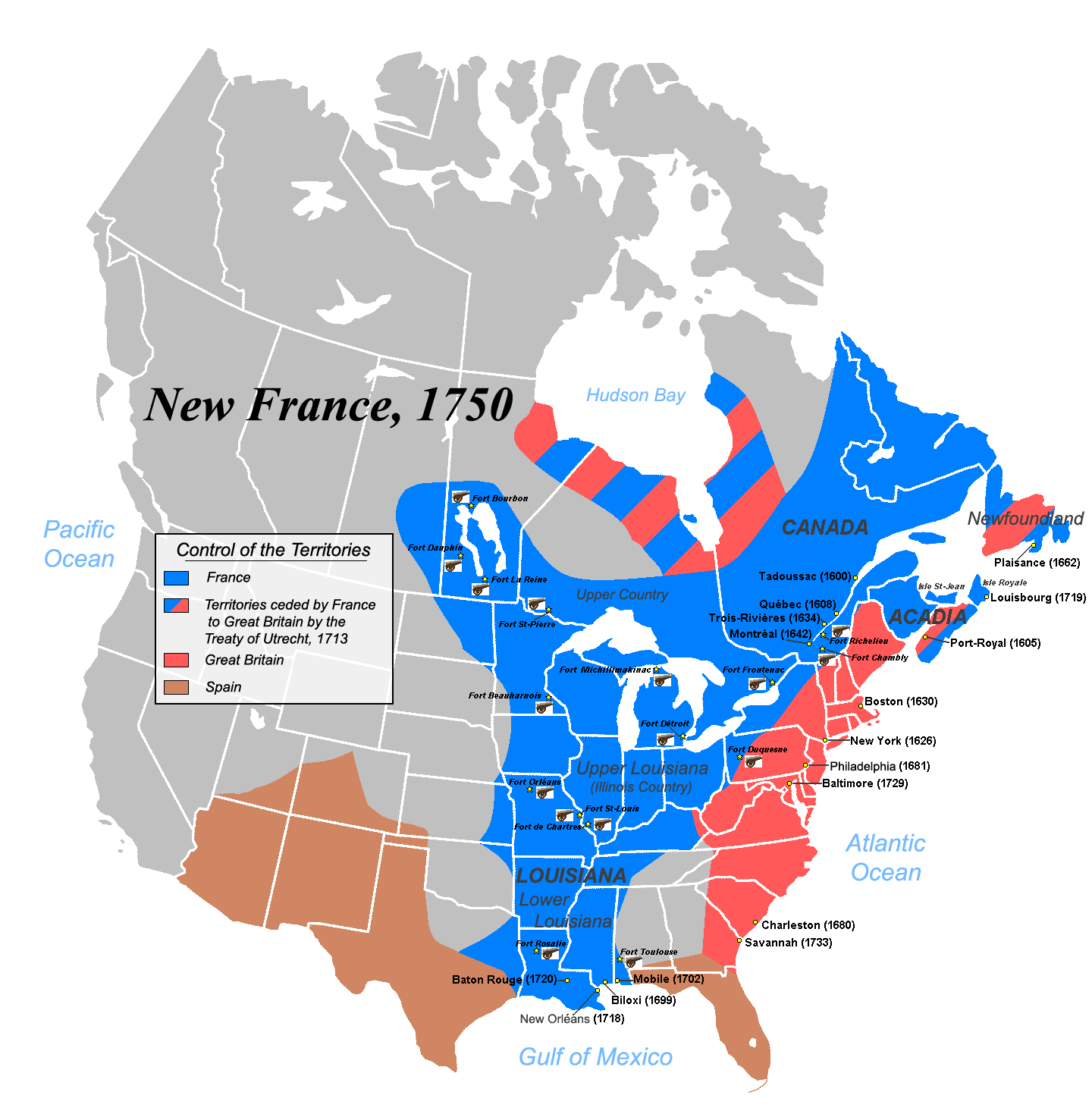
Situazione della Nuova Francia nel 1750.

L'impero inglese e quello francese si erano già affrontati in precedenza in varie guerre (come le guerre dei castori e la guerra della Grande Alleanza della seconda metà del Seicento) e molte tensioni permanevano anche nel Settecento. Nel 1713, con il Trattato di Utrecht, per ultimo la Francia era stata costretta a cedere all'Impero britannico l'intera area della baia di Hudson e altri piccoli territori sulla punta orientale del continente.

### La guerra franco-inglese per l'Ohio (1754 - 1763)
A metà Settecento le colonie di entrambe le potenze coloniali volevano controllare il territorio dell'odierno Ohio, delimitato dall'omonimo fiume a sud, e delle zone contigue. Vi era inoltre l'espansione delle nazioni irochesi nella stessa zona che era oggetto di contesa. Nel 1754 le fortificazioni in costruzione da parte dei francesi nell'area fecero accadere i primi scontri armati con i coloni inglesi della colonia della Virginia, in cui si distinse un giovane George Washington per diplomazia e comando in alcune battaglie. Dopo varie vittorie dei francesi grazie all'alleanza con i nativi locali, l'impero britannico decise di dichiarare apertamente guerra alla Francia nel 1756, scatenando una guerra mondiale. La guerra si concluse infine con una netta vittoria anglo-prussiana che costrinse la Francia a ingenti cessioni territoriali in tutto il nord America, rimanendo con la sola Louisiana a ovest del Mississipi.

Mappa delle conquiste inglesi (in rosa) e della nuova riserva indiana istituita nel 1763.

Nonostante le enormi espansioni territoriali dell'impero britannico, il re Giorgio III subito emanò un proclama reale che impediva ai coloni di oltrepassare la linea di delimitazione della neonata riserva indiana, il che generò enorme delusione e frustrazione nelle tredici colonie.
I britannici vedono la guerra franco-indiana come un semplice teatro della più generale guerra dei sette anni, mentre nella storiografia francese essa è chiamata Guerra della Conquista.

#### La ribellione di Pontiac (1763 - 1765)
La ribellione guidata da Odawa Pontiac ebbe inizio subito dopo la fine della guerra tra Francia e Impero Britannico, per l'insoddisfazione nei confronti di quest'ultimo delle politiche ritenute comunque troppo espansive ai danni dei nativi stessi. Dopo le prime incursioni dei nativi, i britannici ricorsero a una guerra batteriologica diffondendo il vaiolo negli insediamenti dei nativi: la spietatezza del conflitto fu un altro motivo che contribuì ad irritare le Tredici colonie nei confronti della madrepatria.

### La guerra di Lord Dunmore (1774)
Nel 1774 la Colonia della Virginia era desiderosa di espandersi a sud dell'Ohio e di risolvere la spirale di violenza da parte dei nativi, che vantavano in quei territori dei diritti di caccia. Dopo alcuni mesi la relativa guerra si concluse con la vittoria della Colonia, mentre le varie nazioni di nativi coinvolti precipitarono in una guerra civile.

### L'indipendenza degli Stati Uniti (1775 - 1783)
Le continue limitazioni e nuove tasse poste dal Regno Unito alle Tredici colonie, includendo quelle che avevano portato al Boston Tea Party nel 1773 e alle immediatamente successive leggi intollerabili, sfociarono nel 1775 in una vera e propria guerra con la battaglia di Lexington. Dopo la promulgazione della dichiarazione d'indipendenza degli Stati Uniti, i primi insuccessi e le successive vittorie, nel 1783 venne firmato il Trattato di Parigi che riconobbe gli Stati Uniti stessi come una nazione indipendente.

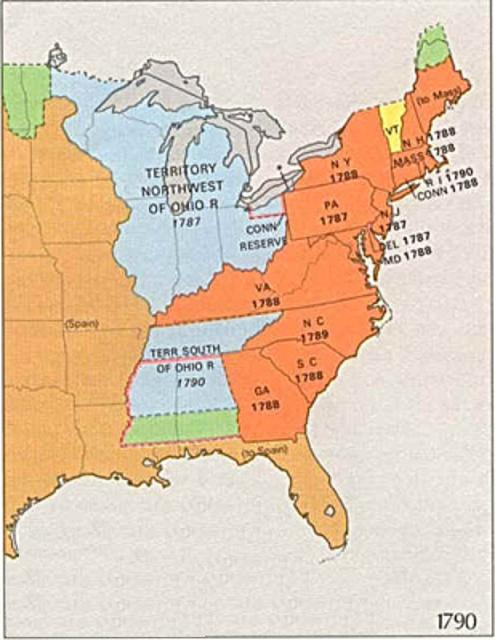
Territorio del Nord-Ovest nel 1790.

#### Guerra indiana del Nord-Ovest (1785 - 1795)
Il territorio dell'Ohio e di tutto il nord-ovest fu assegnato agli Stati Uniti con il trattato di pace del 1783, ma gli attriti aspri con gli indiani della zona continuavano a durare da tempo immemore, aiutati e sostentati dai britannici che erano ancora presenti nella zona ed erano restìi ad trasferirsi altrove. Dopo vari combattimenti guidati dal veterano dell'indipendenza Anthony Wayne, fu firmato il Trattato di Greenville nel 1795 (nel mentre furono sistemate diverse questioni con l'impero britannico per mezzo del Trattato di Jay), che permise agli Stati Uniti di prendere realmente possesso del Nord-Ovest, ponendo fine a secoli di diatribe su di esso.

#### La Francia rivoluzionaria
Gli eventi della rivoluzione nel Nord America (non da ultimo l'apertura del primo congresso nel marzo 1789) contribuirono a portare la Francia nel giugno-luglio del 1789 a ribellarsi all'Ancien Régime della monarchia assolutista. Seguì nei 25 anni successivi una fase di netta espansione e fioritura della Francia, prima come nazione rivoluzionaria a guida semi-collettiva, quindi sotto la guida militare Napoleone. Nel 1803 quest'ultimo vendette tutti i territori della Louisiana agli Stati Uniti, ponendo fine alla presenza della Francia nel Nord America.

### Guerra anglo-americana (1812 - 1815)

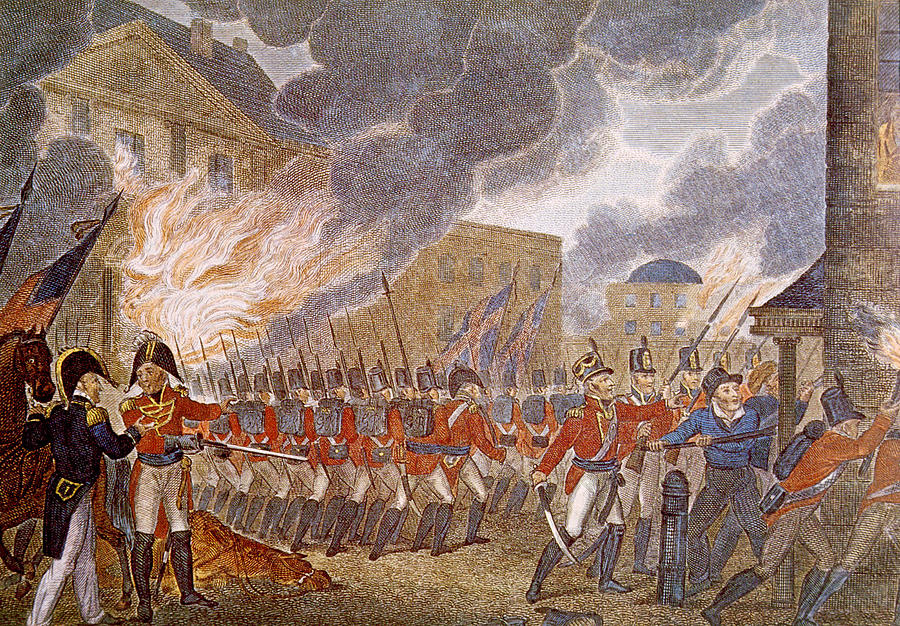
L'Incendio di Washington del 24 agosto 1814.

La ribellione voluta dal capo Tecumseh per resistere all'espansione dei coloni americani aveva conosciuto una prima sconfitta nel 1811. Ciononostante la Confederazione di Tecumseh venne sempre più supportata dai coloni inglesi delle colonie in Canada. I continui scontri portarono il Congresso degli Stati Uniti a votare per la guerra ufficiale contro l'impero britannico. La Royal Navy impose un efficace embargo contro gli Stati Uniti, mentre furono respinti diversi tentativi di invasione del Canada britannico. L'evento, però, più significativo e simbolico fu l'incendio di Washington che rase la capitale quasi al suolo il 24 agosto 1814. Delle improvvise vittorie statunitensi nella seconda metà del 1814 avviò i negoziati per un trattato di pace.

## Conseguenze
Dopo il 1815 non vi sarebbero più stati scontri bellici tra l'impero britannico e gli emergenti Stati Uniti, esattamente come il contemporaneo Congresso di Vienna pose fine in maniera abbastanza duratura a molte ragioni secolari di conflitti in Europa (se si eccettua la breve guerra franco-prussiana, l'Ottocento fu un secolo abbastanza pacifico, contraddistinto invece dalle rivoluzioni popolari e dalle "guerre di popolo").
Con il 1815 terminarono anche le secolari dispute per il controllo della zona dell'Ohio e dei Grandi Laghi, motivo primario delle varie guerre durante i 60 anni di tensioni continue. L'espansione statunitense nella regione andò di pari passo con l'abolizione della schiavitù nella zona, che avrebbe costituito una delle differenza rispetto al sud degli Stati Uniti nella successiva guerra di secessione americana.